# Arnold Mendelssohn
Arnold Ludwig Mendelssohn, född den 26 december 1855 i Ratibor, död den 18 februari 1933 i Darmstadt, var en tysk tonsättare. Han var sonsons son til Moses Mendelssohn.
Mendelssohn studerade juridik i Tübingen och 1877–80 musik i Berlin för bland andra August Haupt, Eduard Grell, Friedrich Kiel, Wilhelm Taubert och Carl Albert Löschhorn. Han var därefter organist och universitetsmusiklärare i Bonn, kördirigent i Bielefeld och konservatorielärare i Köln. År 1890 blev han "kyrkomusikmästare" i Darmstadt samt fick 1899 professors titel. Hans operor Elsi (1896), Der Bärenhäuter (1900) och Die Minneburg (1909) blev föga spelade. Han komponerade vidare kantater, bland annat Frühlingsfeier (1891), Paria (1905), Auferstehung och Pandora (1908), samt solosånger.